# آشپزی اورشلیمی

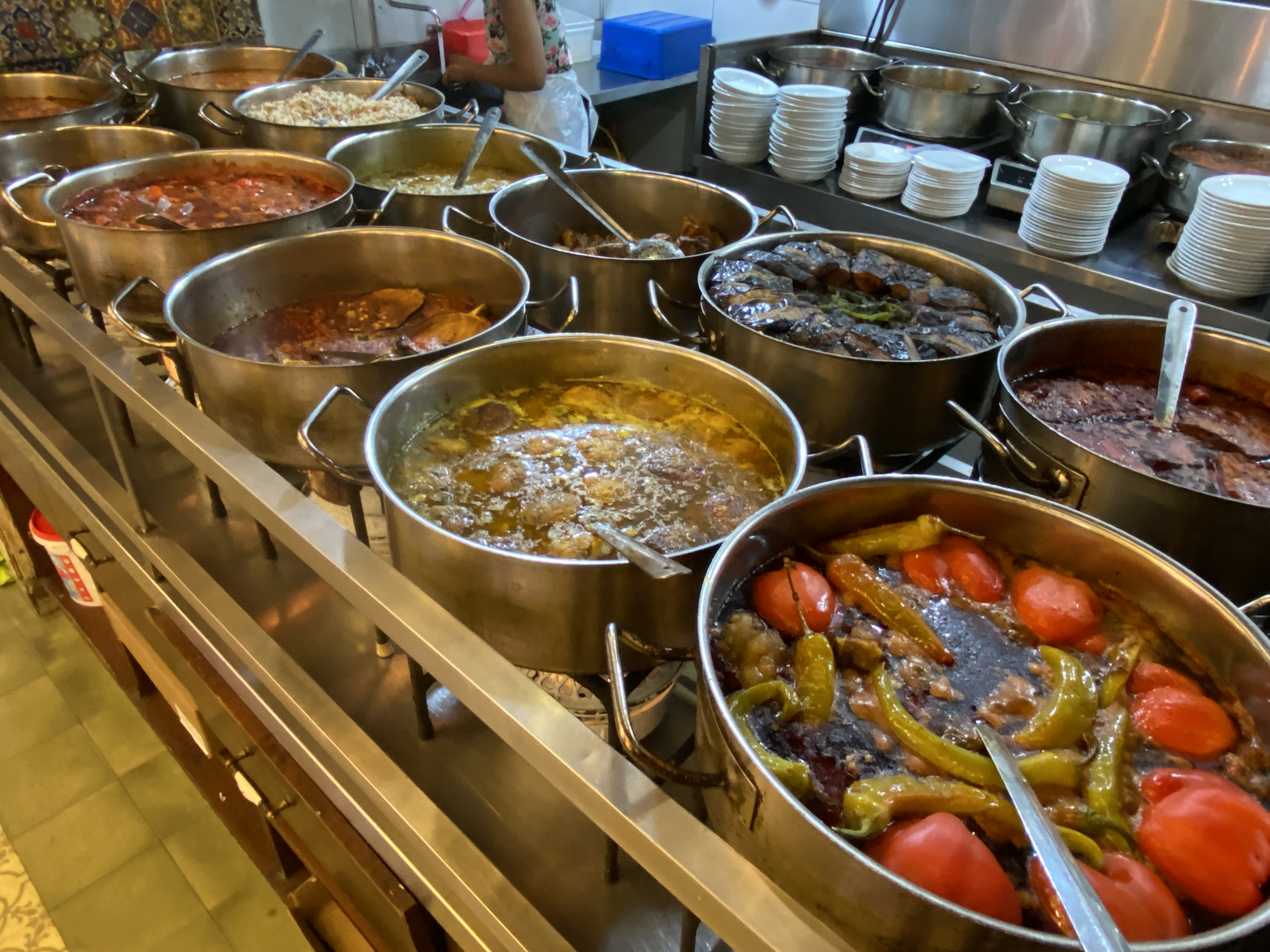
رستوران در اورشلیم

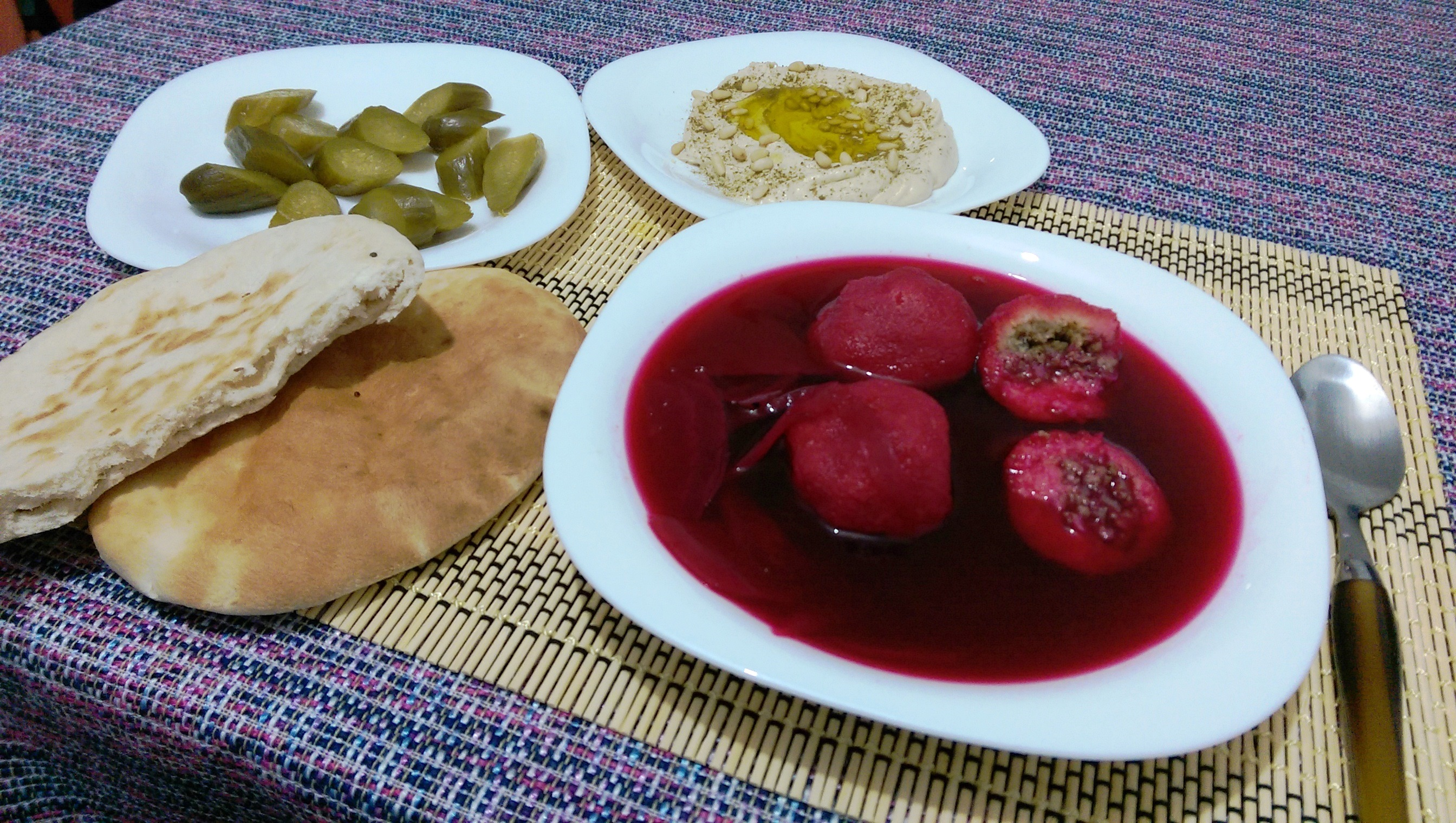
کوبه قرمز

آشپزی اورشلیمی (اورشلیم) بازتابی از تاریخ طولانی این شهر به‌عنوان چهارراهی از فرهنگ‌ها و ادیان مختلف است. هزاران سال تجارت، فتوحات و مهاجرت‌ها باعث ایجاد تلفیقی منحصربه‌فرد از سنت‌های آشپزی شده‌اند؛ تلفیقی که تحت تأثیر چشم‌گیر آشپزی یهودی (به‌ویژه سفاردی) و آشپزی عربی شام (بلاد شام) قرار دارد.
غذاهای اورشلیمی از مواد تازه، فصلی و مدیترانهای بهره می‌برند و تمرکز زیادی بر سبزیجات، میوه‌ها، روغن زیتون و سبزی‌های معطر دارند. غذاهای خیابانی بخش برجسته‌ای از صحنه آشپزی این شهر را تشکیل می‌دهند و در بازارهایی مانند بازار «محانه یهودا» و سوق عربی شهر قدیم رونق فراوانی دارند. اورشلیم مدرن نیز پاسخ‌گوی ذائقه جهانی است و با افزایش تعداد رستوران‌هایی که در کنار غذاهای سنتی، غذاهای بین‌المللی ارائه می‌دهند، چهره‌ای متنوع و جهانی یافته است.
اورشلیم دارای غذاهای خاص و منحصربه‌فردی است؛ از جمله کعکالقدس (نان اورشلیمی)، نانی بیضی‌شکل و کشیده که معمولاً با دانه‌های کنجد پوشانده می‌شود و با زعتر (ادویه‌ای از ترکیب آویشن، سماق و کنجد) سرو می‌گردد؛ گریل مخلوط اورشلیم، غذایی تهیه‌شده از دل، طحال و جگر مرغ به همراه تکه‌هایی از گوشت بره که با پیاز و ادویه‌جات سرخ می‌شود؛ و کوبه، نوعی کوفته تهیه‌شده از بلغور یا سمولینا که داخل آن با گوشت چرخ‌کرده پر شده و در سوپ سرو می‌شود.
غذاهای کلاسیک یهودیان سفاردی نیز در اورشلیم رایج هستند، از جمله: بورکاس (نوعی شیرینی یا پای شور)، بیسکوشوس (بیسکویت یا کلوچه سنتی)،
سوفریتو (خورشت گوشت)، اورِز شوه‌ایت (برنج و لوبیا)، ماکارونی حمین (پاستای آرام‌پز شده) و پاستلیکوس (شیرینی یا خمیر پر شده با گوشت).
همچنین، کوگل اورشلیمی آشکنازی (خوراک سنتی رشته‌فرنگی پخته‌شده) و غذاهای رایج خاورمیانه‌ای مانند حمص، فلافل، شاورما و کُنافه بخش جدایی‌ناپذیر از هویت آشپزی اورشلیم هستند.

## تاریخچه
آثار ادبی و باستان‌شناسی بسیاری وجود دارند که روشنایی بر آشپزی قوم اسرائیل در اورشلیم باستان می‌افکنند. در کتاب دوم سموئیل، آمده است که داوود، اشیشیم (نوعی کوکو عدسی) را میان مردم شهر توزیع کرده است. یافته‌های باستان‌شناسی، ردهایی از وانیل را در کوزه‌های شراب متعلق به قرون هفتم تا ششم پیش از میلاد نشان می‌دهند؛ این امر نشان می‌دهد که نخبگان محلی، شراب طعم‌دار با وانیل می‌نوشیده‌اند—یکی از نخستین کاربردهای شناخته‌شده این ادویه در دنیای قدیم. فراوانی استخوان ماهی‌های مربوط به عصر آهن حاکی از آن است که ماهی، که احتمالاً به دلیل فاصله شهر از ساحل مدیترانه به صورت خشک یا نمک‌سود شده به فروش می‌رسید، در اورشلیم مصرف می‌شده است. در کتاب‌های تواریخ ایام، صفنیا و نحمیا نیز به «دروازه ماهی» اشاره شده است. در منطقه اوفل، کوزه‌های بزرگ ذخیره‌ای یافت شده‌اند که برای نگهداری آرد، روغن و عسل استفاده می‌شدند؛ این ساختار در جریان محاصره اورشلیم توسط نبوکدنصر در سال ۵۸۷ پیش از میلاد ویران شده بود. یکی از این کوزه‌ها با نقش درخت نخل، نشان می‌دهد که محتوای آن عسل خرما بوده است.همچنین، قدیمی‌ترین شواهد باستان‌شناسی از وجود میوه‌های مرکبات در خاورمیانه، به قرون پنجم و ششم پیش از میلاد بازمی‌گردد که در منطقه رامات راحیل کشف شده‌اند.

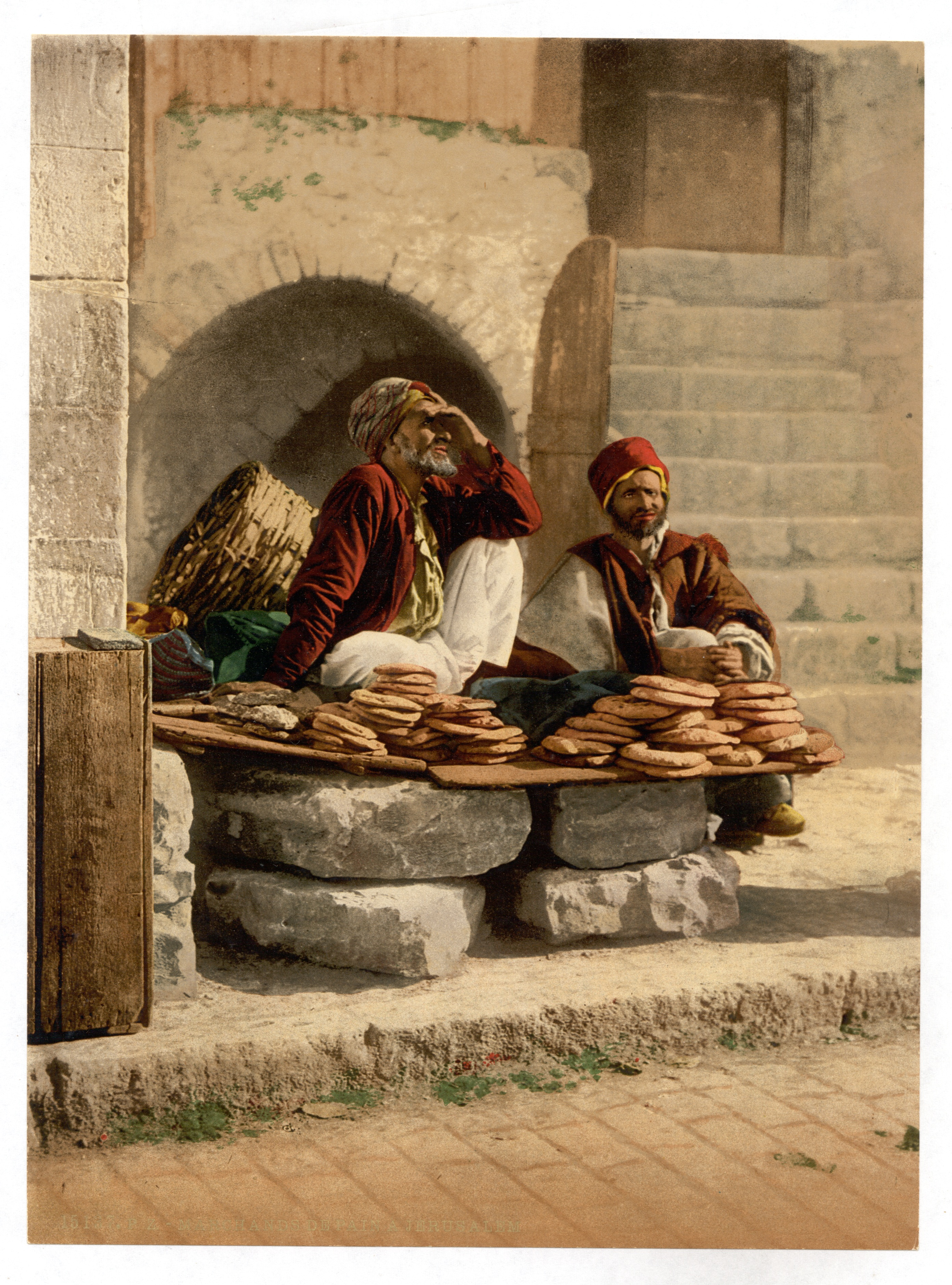
نان فروشان در اورشلیم در سال‌های ۱۸۹۰ تا الا ۱۹۰۰

در دوران صلیبیان، ملکه ملیساند در سال ۱۱۵۲ سه خیابان موازی به نام «بازار سه‌گانه» ایجاد کرد. این خیابان‌ها که تا امروز تقریباً دست‌نخورده باقی مانده‌اند، خیابان گیاهان دارویی، خیابان غذای بد و خیابان سرپوشیده نام داشتند. خیابان گیاهان دارویی به فروش گیاهان، میوه و ادویه اختصاص داشت، خیابان سرپوشیده محل فروش پارچه بود، و خیابان غذای بد غذاهای آماده برای زائران و مردم محلی عرضه می‌کرد.
در قرن شانزدهم، نان که به دلیل قیمت مناسب و ارزش غذایی بالا محبوب بود، به عنوان اصلی‌ترین مادهٔ غذایی در اورشلیم شناخته می‌شد و از نظر اهمیت، از گوشت و روغن زیتون پیشی گرفته بود. گوشت گران‌قیمت و کمتر در دسترس بود، در حالی که روغن زیتون با اینکه ارزان‌تر بود، نقش کمرنگ‌تری در رژیم غذایی داشت. انواع مختلفی از نان، از جمله کِمج (نان جیبی شبیه پیتا با ریشه‌ای فارسی)، ماوی (پنکیک‌هایی از گندم، سمولینا و آب)، سَمنون (نان‌های گرد و کوچک)، سیمید، تنوری و تَبونی توسط نانواییهایی پخته می‌شد که معمولاً چند بار در روز نان می‌پختند تا پاسخ‌گوی تقاضای بالا باشند. سوابق دادگاه اسلامی اورشلیم در قرن هفدهم اطلاعات بیشتری دربارهٔ انواع نان‌ها و محصولات نانوایی ارائه می‌دهد، از جمله کمج، کعک (نان حلقه‌ای با کنجد، شبیه به بَگِل)، و الجرک (قرص نانی پرشده با خرما، پنیر و گیاهان معطر که امروزه به نام ماروک شناخته می‌شود).عبدیای برتینورو که در اواخر قرن پانزدهم از اورشلیم بازدید کرد، از انگورهایی بزرگ‌تر از انگورهای منطقهٔ رومانیای ایتالیا سخن گفت و به فروش شیره انگور اشاره کرد. اسرائیل اهل پروشا، نویسنده‌ای از قرن شانزدهم، نیز نوشت که انگور از معدود میوه‌های در دسترس در شهر بوده و به فروش شیرهٔ انگور اشاره کرده است.
آشپزی اورشلیم در دو قرن گذشته تحول چشمگیری داشته است. در اوایل قرن نوزدهم، جمعیت این شهر حدود ۹٬۰۰۰ نفر بود که شامل ۲٬۰۰۰ یهودی از پیشینه‌های سفاردی، مستعربی و آَشکِنازی می‌شد. این جوامع سنت‌های آشپزی متمایز خود را از کشورهای مبدأ خود حفظ کرده بودند و با مواد اولیه و روش‌های آشپزی محلی عربی ترکیب می‌شدند. این دوره آغازگر آشپزی منحصر به فرد اورشلیمی بود که سنت‌های مختلف یهودی را با تأثیرات عربی محلی در هم آمیخت. نقش مهمی در شکل‌گیری این چشم‌انداز آشپزی بر عهده یهودیان سفاردی بود، کسانی که از اسپانیا اخراج شده بودند و در قرون ۱۷ و ۱۸ از امپراتوری عثمانی به اورشلیم آمدند. تأثیر آن‌ها باعث شد تا فرهنگ غذایی شهر بیشتر رنگ و بوی سفاردی پیدا کند.
با رشد جمعیت اورشلیم، جمعیت یهودی آن نیز گسترش یافت و در نهایت به دو سوم از جمعیت کل شهر رسید. این رشد باعث تنوع بیشتر در صحنهٔ آشپزی شد. در اوایل قرن نوزدهم، مهاجرانی از اروپا شرقی و غربی، به همراه افرادی از ترکیه، سوریه، بالکان و شمال آفریقا به شهر وارد شدند. ورود یهودیان از مغرب در دهه ۱۸۴۰ و بعدها از ایران، بخارا، یمن و کردستان در اواخر قرن ۱۹ و اوایل قرن ۲۰، تأثیرات آشپزی جدیدی را به همراه داشت. هر گروه مواد اولیه و تکنیک‌های آشپزی منحصر به فرد خود را به شهر آورد و آشپزی اورشلیمی را بیشتر غنی کرد. این روند باعث شد که غذاهای اورشلیم نه تنها به ترکیب سنت‌های یهودی مختلف بلکه به استفاده از تکنیک‌های مختلف آشپزی از سراسر دنیا غنی‌تر شود. به عنوان مثال، تأثیرات آشپزی ایرانی و یمنی در غذاهای محلی مشاهده می‌شود، در حالی که تکنیک‌های ترکی و شمال آفریقایی نیز با توجه به حضور مهاجران از این مناطق وارد آشپزی اورشلیم شده است.
در دوران پس از جنگ جهانی دوم و پس از تأسیس دولت اسرائیل، اورشلیم همچنان شاهد ترکیب سنت‌های آشپزی مختلف بود. ورود مهاجران یهودی از سرتاسر جهان، فرهنگ غذایی شهر را بیشتر غنی کرد. آشپزی مدرن اورشلیمی اکنون یک ترکیب پویا از تأثیرات تاریخی از جوامع یهودی مختلف، از جمله سفاردی، آشکنازی و کردی، و همچنین سنت‌های محلی است.امروزه، آشپزی اورشلیم بازتابی از این هم‌نشینی است که در آن دستورهای غذایی باستانی با شیوه‌های آشپزی مدرن ترکیب شده‌اند. غذاهایی که در این شهر یافت می‌شوند، نمایانگر تاریخچهٔ طولانی و غنی آن هستند و در عین حال به روز و در تطابق با ذائقه‌ها و شیوه‌های جدید تهیه غذا هستند. این ترکیب فرهنگی نه تنها در غذاهای روزمره، بلکه در رستوران‌ها و کافه‌های شهر نیز مشاهده می‌شود که از مواد اولیه تازه، طعم‌های متنوع و تکنیک‌های آشپزی نوین بهره می‌برند. آشپزی اورشلیمی امروزی در واقع یک گواه از چگونگی تحول شهر و هویت‌های مختلف در کنار یکدیگر است.
پس از جنگ ۱۹۶۷، ورود کارگران عرب از کرانه باختری به اورشلیم افزایش یافت. با این روند، تعداد رستوران‌های فلسطینی در اورشلیم بیشتر شد و منطقهٔ شرق اورشلیم به یک مرکز محبوب برای رستوران‌های حمص تبدیل گردید.

## انواع نان‌ها و شیرینی‌ها
کعک القدس نان سنتی اعراب محلی است که شکل بیضی منحصر به فردی دارد و یکی از ویژگی‌های اورشلیم به‌شمار می‌رود.این نان ممکن است تحت تأثیر امپراتوری عثمانی قرار گرفته باشد.به گفته جانا گور، به نظر می‌رسد که کعک القدس پس از جنگ شش‌روزه (۱۹۶۷) در میان اسرائیلی‌ها محبوب شد و پس از آن به نام بگل اورشلیمی شناخته شد.برخلاف بگل‌های آمریکای شمالی، کعک القدس سبک‌تر است و در حالی که پخته می‌شود، به صورت آب‌پز تهیه نمی‌گردد. این نان معمولاً با دانه‌های کنجد پوشانده شده و اغلب با زعتر، فلافل یا تخم‌مرغ آب‌پز خورده می‌شود.در شهر قدیم اورشلیم، کعک القدس توسط فروشندگان خیابانی عرب و نانوایی‌ها فروخته می‌شود—برخی از این نانوایی‌ها بیش از ۱۰۰ سال قدمت دارند.برخی از اعراب معتقدند که کعک القدس تنها وقتی که در اورشلیم پخته شود، طعم واقعی خود را دارد و به همین دلیل اغلب این نان به عنوان هدیه برای کسانی که در جاهای دیگر زندگی می‌کنند، آورده می‌شود. این نان نه تنها بخشی از هویت غذایی اورشلیم است بلکه به عنوان نمادی از فرهنگ عرب محلی در منطقه شناخته می‌شود.
در شهر قدیم اورشلیم، نانی به نام ماروک که با خرما پر شده و با تخم‌مرغ غنی شده است، یافت می‌شود.این نان با استفاده از زردچوبه رنگ زردی به خود می‌گیرد و یکی از غذاهای محبوب در منطقه به‌شمار می‌رود. جوامع یهودی یمنی جاخنون را به اورشلیم معرفی کردند و این غذا به سرعت به یک بخش مهم از رژیم غذایی محلی تبدیل شد.جاخنون نوعی نان نرم و لایه‌لایه است که معمولاً با سس گوجه‌فرنگی و تخم‌مرغ خورده می‌شود و اغلب به عنوان غذای صبحانه در نظر گرفته می‌شود. در بازار ماحانه یهودا، علاوه بر خلأ (نان بافته‌شده سنتی که معمولاً برای شبات تهیه می‌شود)، بورکاس که یک خوراکی پر شده با مواد مختلف است، به فروش می‌رسد. بورکاس‌ها ریشه‌ای سفاردی دارند و به‌طور معمول با پر کردن‌های مختلف مانند پنیر، سیب‌زمینی، گوشت یا اسفناج آماده می‌شوند.
کگل یروشالمی، یک غذای ویژه از اورشلیم، یک غذا منحصر به فرد است که طعم‌های شیرین و شور را با هم ترکیب می‌کند. این غذا از کارامل، فلفل سیاه و رشته‌فرنگی تخم‌مرغی تهیه می‌شود و هنگام پخت، پوستی ترد و داخلی نرم و جویدنی پیدا می‌کند. این خوراک که معمولاً در جوامع یهودی ارتدکس یافت می‌شود، به طعم غنی، فلفلی و شیرین خود شناخته می‌شود.این غذا ممکن است ریشه‌های خود را به قرن نوزدهم نسبت دهد، زمانی که یهودیان آشکنازی کگل را به اورشلیم آوردند و مواد تشکیل‌دهنده آن را با توجه به دسترسی محلی با افزودن کارامل و تندی متأثر از فرهنگ سفاردی تطبیق دادند. کگل یروشالمی می‌تواند گرم یا سرد سرو شود و چندین بار دوباره گرم شود، که آن را به یک انتخاب محبوب برای شب‌های شنبه تبدیل می‌کند، زمانی که معمولاً در قیدوش یا به عنوان یک غذای جانبی همراه با چولنت / خاله بی بی سرو می‌شود.

## خوراک‌های اصلی
کوبه، سوپ کوفته‌ای از اصل یهودی عراقی، یکی از غذاهای نمادین آشپزی اورشلیمی است که معمولاً به عنوان یک وعده پیش از شبات در ناهار جمعه میل می‌شود. از دهه ۱۹۸۰، این غذا که بیشتر در میان جامعه یهودی کرد کوچک مصرف می‌شد، شروع به ظاهر شدن در رستوران‌های ساده اطراف بازار محانه یهودا کرد و به تدریج محبوبیت خود را در میان مخاطبان گسترده‌تر پیدا کرد.این غذا در رستوران‌هایی مانند آزورا، مردوخ، اما و رخمو سرو می‌شود.نسخه‌های محبوب شامل کبه حمستا، یک سوپ ترش،و کبه سلیک، تهیه‌شده با عصاره چغندر قرمز، می‌باشد.
گریل مختلط اورشلیمی، غذایی است که باور بر این است که از بازار محانه یهودا سرچشمه گرفته است. این غذا شامل ران‌های مرغ، قلب‌ها و جگرهاست که با بهارات، مخلوط ادویه‌ای خاورمیانه‌ای که معمولاً حاوی دارچین، پودر ادویه، گشنیز، فلفل سیاه، هل و میخک است، همراه با پیاز کاراملی شده پخته می‌شود. این غذا معمولاً روی گریل تهیه می‌شود، اما می‌توان آن را در یک تابه معمولی نیز درست کرد و همچنین می‌توان آن را در نان پیتا سرو کرد.
یکی دیگر از غذاهای محبوب در اورشلیم، سوپریتوی است که اصالت آن به یهودیان سفاردی بازمی‌گردد. سوپریتوی گوشت گاو، که ترکیبی از گوشت گاو، سیب‌زمینی و ادویه‌هاست، در مکان‌هایی مانند آزوراو بارودسرو می‌شود. آزورا، یک رستوران خانوادگی معروف در بازار محانه یهودا، که اغلب به عنوان یکی از بهترین رستوران‌های «کارگری» کشور شناخته می‌شود، علاوه بر سوپریتوی، غذاهای سنتی دیگری مانند کبه و خوراک ریه نیز سرو می‌کند. بارود، که در حیاط تاریخی فینگلولد واقع شده و در سال ۱۹۹۵ تأسیس شده است، یک گاستروپاب شناخته شده برای آشپزی سفاردی است که همچنین شامل پاستلیکوس، بویکوس و فریت‌های تره است.
ماکارونی حامین یک واریاسیون اورشلیمی از حامین است (که مشابه چولنت آشکنازی می‌باشد)، یک خورش پخته شده آرام که به‌طور سنتی در شبات سرو می‌شود. این غذا شامل پاستا (معمولاً ماکارونی یا بوکاتینی) به همراه مرغ است.
در شهر قدیم اورشلیم، چندین رستوران معروف حمص وجود دارد که جمعیت زیادی را جذب می‌کنند، از جمله ابو شکری، لینا، ابو کمال و عرافات. ابو شکری، که یوتام اتولنگی و سامی تمیمی آن را «یک مکان معروف برای حمص» در این منطقه می‌دانند، به خاطر حمص دست‌ساز خود شناخته شده است و همچنین غذاهایی مانند مصابحه (نخودهای کامل مخلوط شده با طحینه) و فول (لوبیا فوا) ارائه می‌دهد. به دلیل محدودیت در صندلی‌ها، معمولاً مردم محلی برای صبحانه‌های بیرون‌بر در صف می‌ایستند.بازار قصاب‌ها محل کباب ابو شاهین است، یک رستوران کباب که توسط نسل‌های یک خانواده ترک مسلمان که گفته می‌شود در دوران عثمانی این رستوران را تأسیس کرده‌اند، مدیریت می‌شود.

## دسرها
دسرهای سنتی عربی محلیکه در شیرینی‌فروشی‌های اوشلیم فروخته می‌شوند شامل حلبه و حریسه هستند، که هر دو از کیک‌های سمولینا تهیه می‌شوند.دسر عربی محلی دیگر، کنافه، از پنیر ذوب شده و خمیر شیرینی تهیه می‌شود. یکی از فروشگاه‌های معروف کنافه، شیرینی‌فروشی جعفر است که در سال ۱۹۵۱ در محله مسیحی شهر قدیم تأسیس شده است.
در سال ۲۰۱۷، اولین فروشگاه کنافه کاشر، ایرداوید، در بازار محانه یهودا افتتاح شد و به سرعت محبوبیت پیدا کرد و الهام‌بخش تأسیس فروشگاه‌های کنافه کاشر دیگری شد. روگلاخ نیز بسیار محبوب است، به ویژه در مارزیپان، یک نانوایی معروف به خاطر نسخه شکلاتی چسبناک این شیرینی که جمعیت زیادی را جذب می‌کند.
کافه قنادی کادوش، واقع در مرکز شهر اورشلیم، به عنوان یکی از محبوب‌ترین و قدیمی‌ترین نانوایی‌های اسرائیل شناخته می‌شود. این کسب‌وکار خانوادگی که در سال ۱۹۶۷ تأسیس شده، به خاطر محصولات پخته شده به سبک اروپایی و غذاهای لبنی خود شهرت زیادی پیدا کرده است. این کافه همچنین به خاطر سافگانیوت‌های خود در طول تعطیلات یهودی حنوکا معروف است که هر ساله جمعیت زیادی را جذب می‌کند.
در سال ۲۰۲۳، روزنامه جرزالم پست گزارش داد که تعدادی از بستنی‌فروشی‌ها در دهه گذشته در یروشلیم افتتاح شده‌اند.

## مطبخ‌های بین‌المللی
در کنار آشپزی سنتی اورشلیمی، تعداد فزاینده‌ای از رستوران‌ها در اورشلیم غذاهای بین‌المللی ارائه می‌دهند. نمونه‌های قابل توجه شامل مهمان‌خانه اتریشی در شهر قدیم است که به خاطر سرو غذاهای ویژه اتریشی مانند شنیتسل گوساله و اپل استودل معروف است. در محله یهودی، یک رستوران کره‌ای غذاهای کره‌ای مانند بیبیمباب، گیمباب، توکبوکی، جاپچا و کیمچی را سرو می‌کند. در بازار محانه یهودا، رستوران‌های جدیدی ظهور کرده‌اند که انواع مختلفی از غذاهای بین‌المللی با گواهی کاشر را ارائه می‌دهند، از جمله غذاهای گرجی، لبنانی، آمریکایی و آمریکای جنوبی.

## جشنواره‌ها
در سال ۱۹۹۲، موزه برج داوود یک نمایشگاه نوآورانه با نام «تا-آروخا» برگزار کرد که توسط نویسنده معروف غذا، شری انسکی، ترتیب داده شده بود. حدوداً در سال ۲۰۲۱، برج داوود پروژه‌ای با نام «خوردن در اورشلیم» را آغاز کرد، یک پروژه تاریخی و آشپزی بین‌رشته‌ای که شامل یک خبرنامه هفتگی، داستان‌ها و دستور پخت‌هایی است که از طریق واتساپ به اشتراک گذاشته می‌شود، یک وبلاگ با مقالات علمی در مورد مواد اولیه محلی، و تورهای غذایی حضوری در شهر قدیم و بازار محانه یهودا.
در دهه ۲۰۱۰ و ۲۰۲۰، جشنواره کامیون‌های غذای یروشلیم به یک رویداد تابستانی برجسته تبدیل شد. این جشنواره که در شب‌های تیر و مرداد ماه برگزار می‌شود، شامل کامیون‌های غذاست که در آن‌ها سرآشپزان برجسته از رستوران‌های معتبر شهر غذاهایی را تهیه می‌کنند. علاوه بر غذاهای مختلف، جشنواره همچنین شامل نمایش‌ها و نمایش‌های نوری است. این رویداد در ابتدا در پارک دره بن هی‌نوم برگزار می‌شد، اما در سال ۲۰۲۴ مکان آن به پارک آرمان هنتسیو منتقل شد.